# Jesse Krohn
Pas d'image ? Cliquez ici
Jesse Krohn, né le 3 septembre 1990 à Nurmijärvi en Finlande, est un pilote automobile finlandais.

## Palmarès

### WeatherTech SportsCar
| Année | Ecurie            | Châssis    | Moteur                    | Classe | 1     | 2      | 3     | 4     | 5     | 6     | 7     | 8      | 9     | 10    | 11    | 12     | Position | Points |
| ----- | ----------------- | ---------- | ------------------------- | ------ | ----- | ------ | ----- | ----- | ----- | ----- | ----- | ------ | ----- | ----- | ----- | ------ | -------- | ------ |
| 2016  | Turner Motorsport | BMW M6 GT3 | BMW P63 4,4 l V8 Bi-Turbo | GTD    | DAY 5 | SEB 7  | LGA   | BEL   | WGL   | MOS   | LIM   | ELK    | VIR   | AUS   | ATL   |        | 30e      | 52     |
| 2017  | Turner Motorsport | BMW M6 GT3 | BMW P63 4,4 l V8 Bi-Turbo | GTD    | DAY 8 | SEB 20 | LBH   | AUS   | BEL   | WGL   | MOS   | LIM 14 | ELK 1 | VIR 2 | LGA 5 | ATL 15 | 21e      | 160    |
| 2018  | BMW Team RLL      | BMW M8 GTE | BMW S63 4,0 l V8 Bi-Turbo | GTLM   | DAY 7 | SEB 7  | LBH 5 | MOH 7 | WGL 8 | MOS 8 | LIM 8 | ELK 8  | VIR 3 | LGA 4 | ATL 3 |        | 8e       | 278    |
| 2019  | BMW Team RLL      | BMW M8 GTE | BMW S63 4,0 l V8 Bi-Turbo | GTLM   | DAY 9 | SEB 4  | LBH 8 | MOH 6 | WGL   | MOS   | LIM   | ELK    | VIR   | LGA   | ATL   |        | 8e*      | 98*    |

N.B. * Saison en cours. Les courses en " gras  'indiquent une pole position, les courses en "italique" indiquent le meilleur tour de course.

### European Le Mans Series
| Année | Ecurie                     | Châssis         | Moteur                   | Classe | 1     | 2     | 3     | 4     | 5     | Position | Points |
| ----- | -------------------------- | --------------- | ------------------------ | ------ | ----- | ----- | ----- | ----- | ----- | -------- | ------ |
| 2015  | BMW Sports Trophy Marc VDS | BMW Z4 GTE (en) | BMW P65B44 4,4 l V8 Atmo | GTE    | SIL 4 | IMO 4 | RBR 4 | LEC 2 | EST 1 | 2e       | 79     |

### Asian Le Mans Series
| Année     | Ecurie        | Châssis    | Moteur                      | Classe | 1     | 2     | 3     | 4     | Position | Points |
| --------- | ------------- | ---------- | --------------------------- | ------ | ----- | ----- | ----- | ----- | -------- | ------ |
| 2017-2018 | FIST-Team AAI | BMW M6 GT3 | Nissan VK50VE 5,0 l V8 Atmo | GT     | ZHU 1 | FUJ 2 | THA 1 | SEP 1 | 1re      | 95     |